# Chiloe micropteron
Chiloe micropteron is een vliesvleugelig insect uit de familie Rotoitidae. De wetenschappelijke naam is voor het eerst geldig gepubliceerd in 2000 door Gibson & Huber.